# I Just Want to Be Your Everything
"I Just Want to Be Your Everything" es una canción grabada por Andy Gibb, lanzada inicialmente en abril de 1977 como el primer sencillo de su álbum debut Flowing Rivers. Alcanzó el número 1 en el Billboard Hot 100 durante tres semanas, comenzando la semana que finalizó el 30 de julio de 1977 y nuevamente durante la semana que finalizó el 17 de septiembre de 1977. Fue el primer sencillo lanzado de Gibb. en el Reino Unido y Estados Unidos. Su sencillo anterior, "Words and Music" solo se lanzó en Australia. Ocupa el puesto número 26 en el 55 aniversario de Billboard'All Time Top 100.

## Historia de la canción
"I Just Want to Be Your Everything" fue escrita por Barry Gibb en Bermuda, así como "(Love Is) Thicker Than Water" con Andy Gibb acreditado como coguionista en este último. Fue grabado en octubre de 1976; las sesiones fueron producidas principalmente por Albhy Galuten y Karl Richardson y con Barry en esta pista y "(Love Is) Thicker than Water"; Galuten también tocaba teclados y piano. El guitarrista de Eagles Joe Walsh contribuyó con la guitarra en esta canción. La canción es una canción de amor bastante dramática, con el cantante declarando su pasión sin fin y afirmando que sin ella moriría.
Andy revela: "'I Just Want to Be Your Everything' fue una de las más significativas de todas, ¿sabes?". Más tarde recuerda el estilo de escritura de Barry Gibb.
"Entonces, una vez que discutimos todo y llegamos a un acuerdo, Barry y yo nos encerramos en un dormitorio y Barry comenzó a escribir. Cuando Barry escribe, es muy difícil colaborar con él, porque es muy rápido. Y antes de sabía que estaba empezando a hacer el coro de ['I Just Want to Be Your Everything'], y pensé, '¡Vaya, qué gancho!'. Es un experto en su oficio. En unos 20 minutos, había escrito un disco número uno, y luego pasamos directamente a otro, ['(Love Is) Thicker than Water'.

## Lanzamiento y éxito
En Billboard, la canción pasó un total de cuatro semanas en el número 1 en la lista Hot 100. La canción alcanzó por primera vez la cima de la lista el 30 de julio durante la primera de tres semanas consecutivas. Luego, The Emotions llegó al n.° 1 con "Best of My Love" el 20 de agosto durante la primera de cuatro semanas seguidas, durante las cuales la canción de Gibb se mantuvo entre los tres primeros. Cuando the Emotions cayó del puesto número 1, "I Just Want to be your Everything" volvió al puesto número 1 durante una semana más, el 17 de septiembre. Fue reemplazado una vez más por "Best of My Love". , pero pasaría un récord de 16 semanas entre los 10 primeros. Ese récord sería superado a principios de 1978, por sus hermanos, Barry, Robin y Maurice Gibb, actuando como The Bee Gees, cuando su canción "How Deep is Your Love" pasó 17 semanas entre los 10 primeros. En el Hot 100 de Billboard, "I Just Want to be your Everything" finalmente disfrutó de una carrera de 31 semanas en las listas desde finales de abril hasta finales de noviembre.
En la revista de la competencia de Billboard, Cash Box, el éxito de Gibb se mantuvo en el número 1 durante tres semanas consecutivas, pasó 12 semanas entre los 10 primeros y 29 semanas en el Top 100.
Cash Box dijo que "una voz infantil aguda es el vehículo para esta canción de amor feliz". Record World dijo que "un toque pop seguro debería llevar esta melodía escrita por el hermano Barry a lo más alto de las listas".
En la lista Top Singles de Record World (otro competidor de Billboard), "I Just Want to be your Everything" acumuló una estadía de cinco semanas en el número 1, que, al igual que su carrera de cuatro semanas en Billboard, fue interrumpida por "Best of My Love" de The Emotions. En la lista Record World, Gibb alcanzó el número 1 el 6 de agosto, permaneció allí el 13 de agosto y luego cedió ante The Emotions durante dos semanas, antes de volver al número 1 durante dos semanas más a partir del 3 de septiembre. Tuvo un récord de 15 semanas en el top 10 de "Record World", desde mediados de julio hasta finales de octubre, y pasó un total de 32 semanas entre los 100 primeros.
"I Just Want to be Your Everything" fue el sencillo de mayor duración de Andy Gibb en Billboard, Record World y Cashbox. En cuanto a las listas de fin de año, todos clasificaron "I Just Want to be your Everything" como la canción número 2 de 1977, superado por Debby Boone's "You Light Up My Life" (en Cashbox y Record World) y por "Tonight's the Night" de Rod Stewart (en Billboard). La canción de Gibb también apareció en la lista Soul Singles, alcanzando el puesto 19 y fue nominado a un Premio Grammy a la Mejor Interpretación Vocal Pop, Masculina en los 20º Premios Grammy. La canción se convirtió en un disco de oro.

## Personal
- Andy Gibb — voz
- Barry Gibb — voces de fondo y armonía
- Joey Murcia - guitarra eléctrica
- Joe Walsh — guitarra eléctrica
- Paul Harris — teclados
- Albhy Galuten — sintetizador
- Harold Cowart - bajo
- Ron Ziegler - batería
- Nelson "Flaco" Padrón - percusión

## Posicionamiento en lista
| Listas (1977–1978)                    | Máxima posición |
| ------------------------------------- | --------------- |
| Australia (Kent Music Report)         | 1               |
| Brasil (Brazilian Singles)            | 1               |
| Canadá (RPM) Top Singles              | 1               |
| Canadá (RPM) Adult Contemporary       | 11              |
| Chile (Chile Singles)                 | 1               |
| España (Promusicae)                   | 13              |
| Estados Unidos Billboard Hot 100      | 1               |
| Estados Unidos /Adult Contemporary)   | 8               |
| Estados Unidos (Hot Soul Singles)     | 19              |
| Estados Unidos (Cash Box)             | 1               |
| Estados Unidos (Radio & Records')'    | 1               |
| Estados Unidos '('Record World)       | 1               |
| Nueva Zelanda (Recorded Music NZ)     | 2               |
| Países Bajos (Dutch Top 40)           | 24              |
| Reino Unido (Official Charts Company) | 26              |

### Posición de fin de año
| Lista (1977)                              | Posición |
| ----------------------------------------- | -------- |
| Australia                                 | 3        |
| Canadá                                    | 3        |
| Estados Unidos (Billboard Hot 100)        | 2        |
| Estados Unidos (Billboard Easy Listening) | 21       |
| Nueva Zelanda                             | 9        |

### Posición de todos los tiempos
| Lista (1958–2018)                  | Posición |
| ---------------------------------- | -------- |
| Estados Unidos (Billboard Hot 100) | 29       |